# Почтовые марки России (2012)

Почтовые марки России (2012) — каталог знаков почтовой оплаты (марок, блоков, листов), введённых в обращение «Почтой России» в 2012 году.

## Список коммеморативных марок
Порядок следования элементов в таблице соответствует номеру по каталогу марок России на официальном сайте издатцентра «Марка», в скобках приведены номера по каталогу «Михель».

## Таблица
| № | Изображение | Описание | Номинал                | Дата        | Тираж                                          | Художник                     | П      |
| --- | ----------- | --- | ---------------------- | ----------- | ---------------------------------------------- | ---------------------------- | ------ |
| № 1555 (Mi #RU 1787) |             | Почтовый блок — 300 лет Тульскому оружейному заводу. Почтовый блок изготовлен с нумерацией с № 00001 по № 95000 | 50                     | 1 февраля   | 95 000                                         | Комса Р.                     | [ 3 ]  |
| № 1556—1557 (Mi #RU 1788-1789)                                                                                           |             | Сцепка — Серия «Фауна России. Киты». На сцепке из двух почтовых марок изображены косатка и горбатый кит. | 15, 20                 | 8 февраля   | 220 000                                        | Поварихин А.                 | [ 4 ]  |
| № 1558 (Mi #RU 1790) |             | 125 лет со дня рождения П. Н. Нестерова (1887—1914), военного лётчика | 15                     | 13 февраля  | 480 000 48 000                                 | Комса Р.                     | [ 5 ]  |
| № 1559—1561 (Mi #RU BL158)                                                                                               |             | Почтовый блок — XXII Олимпийские игры в Сочи. Талисманы На почтовом блоке изображены талисманы XXII Олимпийских зимних игр 2014 года в г. Сочи — Леопард, Зайка и Белый Мишка. | 15, 15, 15             | 27 февраля  | 220 000                                        | Шушлебина О.                 | [ 6 ]  |
| № 1562 (Mi #RU BL159) |             | Почтовый блок — XI Паралимпийские игры в Сочи. Талисманы. Лучик и Снежинка | 30                     | 27 февраля  | 220 000                                        | Шушлебина О.                 | [ 7 ]  |
| № 1563 (Mi #RU BL160) |             | Почтовый блок — Всемирное природное наследие России. Природный комплекс заповедника «Остров Врангеля» | 45                     | 27 февраля  | 105 000                                        | Бетрединова Х.               | [ 8 ]  |
| № 1564—1566 (Mi #RU 1796) (Mi #RU 1797) (Mi #RU 1798)                                                                    |             | Государственные награды Российской Федерации - Медаль «Золотая Звезда» - Орден Святого Георгия - Орден «За заслуги перед Отечеством» | 25, 25, 25             | 2 марта     | 392 000 56 000                                 | Московец А.                  | [ 9 ]  |
| № 1567 (Mi #RU 1799) |             | 100 лет со дня рождения М. М. Расковой (1912—1943), летчицы | 15                     | 21 марта    | 460 000 46 000                                 | Грибкова А., Иванова O.      | [ 10 ] |
| № 1568 (Mi #RU 1800) |             | 150 лет со дня рождения государственного деятеля П. А. Столыпина | 15                     | 6 апреля    | 378 000 42 000                                 | Сухинин Ф., Яковлев А.       | [ 11 ] |
| № 1569—1572 (Mi #RU 1801), (Mi #RU 1802), (Mi #RU 1803), (Mi #RU 1804)                                                   |             | Серия «Оружие Победы». Автомобильная техника - ГАЗ-АА - ЗИС-5В - ГАЗ-67Б - ГАЗ-М1 | 10, 12, 14, 15         | 16 апреля   | 525 000 131 250                                | Дробышев А.                  | [ 12 ] |
| № 1573—1578 (Mi #RU 1805) (Mi #RU 1806) (Mi #RU 1807) (Mi #RU 1808) (Mi #RU 1809) (Mi #RU 1810)                          |             | Серия «Города воинской славы» - Псков - Вязьма - Наро-Фоминск - Тверь - Кронштадт - Дмитров | 15, 15, 15, 15, 15, 15 | 20 апреля   | 115 000 19 167                                 | Бельтюков В.                 | [ 13 ] |
| № 1579 (Mi #RU 1811) |             | Ассоциация ветеранов боевых действий ОВД и ВВ России | 10                     | 26 апреля   | 549 000 61 000                                 | Поварихин А.                 | [ 14 ] |
| № 1580—1583 (Mi #RU 1812) (Mi #RU 1813) (Mi #RU 1814) (Mi #RU 1815)                                                      |             | Серия «XXII Олимпийские зимние игры в Сочи. Туризм на Черноморском побережье России» - Геленджик. Скала Парус - Сочи. Железнодорожный вокзал - Сочи. Дендрарий - Сочи. Ореховский водопад | 15, 20, 25, 30         | 27 апреля   | 360 000 200 000                                | Иванова O.                   | [ 15 ] |
| № 1584 (Mi #RU 1816) |             | Выпуск по программе «Европа». Визит в Россию | 15                     | 4 мая       | 360 000 40 000                                 | Дробышев А.                  | [ 16 ] |
| № 1585 (Mi #RU 1817) |             | 7 мая 2012 года В. В. Путин вступил в должность Президента Российской Федерации | 15                     | 7 мая       | 630 000 70 000                                 | Московец А.                  | [ 17 ] |
| № 1586, 1587, 1588, 1589, 1590 (Mi #RU 1818) (Mi #RU 1819) (Mi #RU 1820) (Mi #RU 1821) (Mi #RU 1822)                     |             | Герои Российской Федерации - Герой Российской Федерации В. В. Замараев - Герой Российской Федерации А. В. Пуцыкин - Герой Российской Федерации Д. А. Разумовский - Герой Российской Федерации А. Б. Цыденжапов - Герой Российской Федерации И. Ю. Янина                                                                                                  | 15                     | 7 мая       | 300 000 60 000                                 | Дробышев А.                  | [ 18 ] |
| № 1591 (Mi #RU 1823) |             | Почтовый блок — 150 лет со дня рождения живописца М. В. Нестерова (1862—1942) | 30                     | 17 мая      | 90 000                                         | Сапунова Е.                  | [ 19 ] |
| № 1592, 1593 (Mi #RU 1824) (Mi #RU 1825)                                                                                 |             | 175 лет со дня рождения живописца И. Н. Крамского (1837—1887) | 15, 15                 | 29 мая      | 380 000 38 000 380 000 38 000                  | Поварихин А.                 | [ 20 ] |
| № 1594 (Mi #RU 1826) |             | Почтовый блок — 200 лет со дня рождения И. А. Гончарова (1812—1891) | 30                     | 4 июня      | 90 000                                         | Шушлебина О.                 | [ 21 ] |
| № 1595 (Mi #RU 1827) |             | Почтовый блок — 100 лет Государственному музею изобразительных искусств им. А. С. Пушкина | 30                     | 6 июня      | 90 000                                         | Бетрединова Х., Шушлебина О. | [ 22 ] |
| № 1596 (Mi #RU 1828) |             | 75 лет первому трансполярному беспосадочному перелету | 13                     | 8 июня      | 368 000 46 000                                 | Поварихин А.                 | [ 23 ] |
| № 1597 (Mi #RU 1829) |             | Памятник К. Минину и Д. Пожарскому в Москве | 9.2                    | 14 июня     | 630 000 21 000                                 | Поварихин А.                 | [ 24 ] |
| № 1598 (Mi #RU 1830) |             | Триумфальные ворота в Москве. Выпуск посвящен 200-летию победы России в Отечественной войне 1812 года | 13                     | 14 июня     | 1 200 000 40 000                               | Поварихин А.                 | [ 25 ] |
| № 1599—1600 (Mi #RU 1831), (Mi #RU 1832)                                                                                 |             | Совместный выпуск «Российская Федерация-Республика Беларусь». Фауна. Тритоны - Гребенчатый тритон - Обыкновенный тритон | 13, 13                 | 25 июня     | 220 000, 220 000 55 000                        | Митянин А.                   | [ 26 ] |
| № 1601 (Mi #RU 1833) |             | Полный кавалер ордена «За заслуги перед Отечеством» О. Е. Кутафин (1937—2008) | 15                     | 26 июня     | 462 000 30 800                                 | Комса Р.                     | [ 27 ] |
| № 1602, 1603, 1604 (Mi #RU 1834) (Mi #RU 1835) (Mi #RU 1836)                                                             |             | Серия «Кавалеры Ордена Святого апостола Андрея Первозванного» - Патриарх Алексий II - И. К. Архипова - В. И. Шумаков | 15, 15, 15             | 29 июня     | 440 000, 440 000 , 40 000 , 40 000             | Дробышев А.                  | [ 28 ] |
| № 1605 (Mi #RU 1837) |             | Почтовый блок — 1050 лет Белозерску | 30                     | 4 июля      | 85 000                                         | Бетрединова Х.               | [ 29 ] |
| № 1606 (Mi #RU 1838) |             | Почтовый блок — 1150 лет Изборску | 30                     | 4 июля      | 85 000                                         | Полотнова А.                 | [ 30 ] |
| № 1607 (Mi #RU 1839) |             | 75 лет рекордному трансполярному перелету | 13                     | 6 июля      | 360 000 45 000                                 | Поварихин А.                 | [ 31 ] |
| № 1608, 1609 (Mi #RU 1841), (Mi #RU 1842)                                                                                |             | Совместный выпуск Россия-Испания. Архитектура | 13, 13                 | 17 июля     | 250 000 62 500                                 | Комса Р.                     | [ 32 ] |
| № 1610 (Mi #RU 1844) |             | Почтовый блок — Игры XXX Олимпиады в Лондоне | 50                     | 26 июля     | 85 000                                         | Московец А.                  | [ 33 ] |
| № 1610-(тип II) (Mi #RU 1844)                                                                                            |             | Почтовый блок — Игры XXX Олимпиады в Лондоне (с надпечаткой текста) | 50                     | 21 сентября | 25 000                                         | Московец А.                  | [ 34 ] |
| № 1611 (Mi #RU 1843) |             | 1000-летие единения мордовского народа с народами Российского государства | 13                     | 20 июля     | 342 000 38 000                                 | Комса Р.                     | [ 35 ] |
| № 1612, 1613, 1614, 1615, 1616, 1617 (Mi #RU 1845) (Mi #RU 1846) (Mi #RU 1847) (Mi #RU 1848) (Mi #RU 1849) (Mi #RU 1850) |             | Серия «Современное искусство России» - А. В. Балашов «Памятник Ф. И. Шаляпину. г. Казань. 1999 г.» - С. А. Гавриляченко «Казачьи проводы». Стремянная. 1999 г." - А. Н. Ковальчук «Мамонты. г. Ханты-Мансийск. 2007 г.» - Г. А. Леман «Теплый день. 1996 г.» - В. И. Нестеренко «Русская Мадонна. 2005 г.» - А. Н. Суховецкий «Осень. Интерьер. 1992 г.» | 15                     | 30 июля     | 240 000 40 000                                 | Иванова O.                   | [ 36 ] |
| № 1618 (Mi #RU 1840) |             | Россия — чемпион мира по хоккею 2012. Надпечатка текста и номинала | 12                     | 6 июля      | 180 000 15 000                                 | Дробышев А.                  | [ 37 ] |
| № 1619 (Mi #RU 1851) |             | 100 лет испытанию ранцевого парашюта. Изобретатель Г. Е. Котельников | 13                     | 2 августа   | 420 000 28 000                                 | Дробышев А.                  | [ 38 ] |
| № 1620 (Mi #RU 1852) |             | 125 лет со дня рождения Ф. А. Цандера (1887—1933) | 9.2                    | 9 августа   | 525 000 35 000                                 | Сухинин Ф., Яковлев А.       | [ 39 ] |
| № 1621 (Mi #RU 1853) |             | 100 лет Военно-воздушным силам России | 15                     | 10 августа  | 344 000 43 000                                 | Капранов С.                  | [ 40 ] |
| № 1622 (Mi #RU 1854) |             | Почтовый блок — 1150 лет Ростову | 30                     | 20 августа  | 85 000                                         | Бетрединова Х.               | [ 41 ] |
| № 1623—1625 (Mi #RU 1855) (Mi #RU 1856) (Mi #RU 1857)                                                                    |             | Почтовый блок — История российского казачества | 15, 15, 15             | 22 августа  | 82 000                                         | Бельтюков В.                 | [ 42 ] |
| № 1626 (Mi #RU 1858) |             | Почтовый блок — 200 лет победы России в Отечественной войне 1812 года | 50                     | 27 августа  | 104 000                                        | Федулов А.                   | [ 43 ] |
| № 1627 (Mi #RU 1859) |             | Почтовый блок — Всемирное культурное наследие России. «Троице-Сергиева лавра» | 45                     | 30 августа  | 95 000                                         | Московец А.                  | [ 44 ] |
| № 1628 (Mi #RU 1860) |             | Саммит Азиатско-Тихоокеанского экономического сотрудничества. Владивосток | 13                     | 31 августа  | 432 000 54 000                                 | Московец А.                  | [ 45 ] |
| № 1629 (Mi #RU 1861) |             | Почтовый блок — 150 лет со дня рождения А. Е. Архипова (1862—1930), живописца | 50                     | 7 сентября  | 85 000                                         | Расторгуева М.               | [ 46 ] |
| № 1630, 1631, 1632 (Mi #RU 1862) (Mi #RU 1863) (Mi #RU 1864)                                                             |             | Выдающиеся юристы России - Г. Р. Державин - А. Ф. Кони - М. М. Сперанский | 15, 15, 15             | 7 сентября  | 288 000, 36 000 288 000 36 000 288 000, 36 000 | Комса Р.                     | [ 47 ] |
| № 1633 (Mi #RU 1865) |             | 200 лет Форт-Россу | 13                     | 11 сентября | 423 000 36 000                                 | Полотнова А., Яковлев А.     | [ 48 ] |
| № 1634 (Mi #RU 1866) |             | XXII Олимпийские зимние игры 2014 года в г. Сочи. Марка с QR-кодом | 25                     | 18 сентября | 540 000 60 000                                 | Расторгуева М.               | [ 49 ] |
| № 1635 (Mi #RU 1867) |             | 1150 лет зарождения российской государственности | 10                     | 19 сентября | 468 000 39 000                                 | Сапожкова Е.                 | [ 50 ] |
| № 1636 (Mi #RU 1868) |             | Национальные костюмы. Совместный выпуск Администраций связи стран-членов РСС | 15                     | 21 сентября | 360 000 30 000                                 | Бельтюков В., Бетрединова Х. | [ 51 ] |
| № 1637 (Mi #RU 1869) |             | Почтовый блок — 175 лет железным дорогам России | 50                     | 30 сентября | 85 000                                         | Дробышев А.                  | [ 52 ] |
| № 1638 (Mi #RU 1870) |             | 100 лет судостроительному заводу «Северная верфь» | 15                     | 1 октября   | 333 000 37 000                                 | Поварихин А.                 | [ 53 ] |
| № 1639 (Mi #RU 1871) |             | Почтовый блок — Завершение строительства газопровода «Северный поток» | 40                     | 5 октября   | 85 000                                         | Комса Р.                     | [ 54 ] |
| № 1640 (Mi #RU 1872) |             | 500 лет регулярной службе по охране границ России | 13                     | 10 октября  | 341 000 31 000                                 | Поварихин А., Лемешко С.     | [ 55 ] |
| № 1641, 1642, 1643, 1644, 1645, 1646 (Mi #RU 1873) (Mi #RU 1874) (Mi #RU 1875) (Mi #RU 1876) (Mi #RU 1877) (Mi #RU 1878) |             | XXII Олимпийские зимние игры в Сочи. Олимпийские зимние виды спорта | 25                     | 19 октября  | 880 000 110 000                                | Дробышев А.                  | [ 56 ] |
| № 1647 (Mi #RU 1879) |             | Почтовый блок — 400 лет восстановлению единства Российского государства | 40                     | 2 ноября    | 90 000                                         | Шишкин Г.                    | [ 57 ] |
| № 1648, 1649, 1650, 1651 (Mi #RU 1880) (Mi #RU 1881) (Mi #RU 1882) (Mi #RU 1883)                                         |             | Декоративно-прикладное искусство России. Каслинское литье - Плита с двумя концентрическими розетками - Большая розетка, фрагменты ажурного орнамента - Розетка в квадратной раме, растительный орнамент - Малая розетка в обрамлении несимметричного орнамента                                                                                           | 20                     | 15 ноября   | 240 000 60 000                                 | Бельтюков В.                 | [ 58 ] |
| № 1652—1655 (Mi #RU 1886) (Mi #RU 1887) (Mi #RU 1888) (Mi #RU 1889)                                                      |             | Герои отечественных мультфильмов - Винни Пух - Маугли - Малыш и Карлсон - Вовка в Тридевятом царстве | 10                     | 3 декабря   | 200 000 100 000                                | Комса Р.                     | [ 59 ] |
| № 1656 (Mi #RU 1884) |             | Почтовый блок — Гербы субъектов и городов Российской Федерации. Москва | 50                     | 30 ноября   | 100 000                                        | Московец А.                  | [ 60 ] |
| № 1657 (Mi #RU 1885) |             | Почтовый блок — Гербы субъектов и городов Российской Федерации. Санкт-Петербург | 50                     | 30 ноября   | 100 000                                        | Московец А.                  | [ 61 ] |
| № 1658 (Mi #RU 1890) |             | С Новым годом! | 13                     | 3 декабря   | 496 000 31 000                                 | Шушлебина О., Иванова O.     | [ 62 ] |

## Комментарии
1. ↑  Ниже приведён перечень коммеморативных марок (с возможностью сортировки по номиналу, тиражу).